# Homura Akemi
Homura Akemi (暁美 ほむら Akemi Homura?) es un personaje ficticio y una de las heroínas del anime Puella Magi Madoka Magica, de 2011. Es una chica mágica veterana misteriosa que aparece por primera vez como una visión en una de las pesadillas de Madoka. Homura se transfiere a su escuela luego del sueño. Como chica mágica, Homura tiene la capacidad de viajar atrás en tiempo, y utiliza esto en un intento de salvar a Madoka de su destino. Debido a sus viajes en el tiempo, se ha vuelto excelente en estudios y deportes. Fue creada por Akiyuki Shinbo y Gen Urobuchi, y diseñada por Ume Aoki, el personaje desempeña un rol importante en el universo de Madoka Mágica.

## Desarrollo
El par de alas negras que Homura tiene en el último episodio de Madoka Mágica no estaba originalmente en el guion escrito por Urobuchi. Este detalle fue añadido por los diseñadores de producción Gekidan Inu Curry, y Urobuchi se alegró con este detalle porque le añadía más "misterio y profundidad" al personaje. Urobuchi también describe el papel de Homura al final de la serie como un "profeta", la única persona que comprende la existencia de Madoka y su importancia.

## Impacto cultural

### Popularidad
La personaje fue galardonada en los Newtype Anime Awards en 2011 como mejor personaje femenino del año. En los Newtype Anime Awards de 2013, fue votada como el cuarto mejor personaje femenino. En 2014, volvió a obtener ese puesto. También recibió el Anime Grand Prix Editors Choice como mejor personaje femenino de los editores de la revista Animage en 2011. En 2014, los usuarios de NTT la clasificaron como su 5.º personaje de anime femenino con cabello negro. Es considerada como una de las heroínas del Estudio Shaft más amadas por el público, donde obtuvo el segundo puesto en "Las Mejores 10 Heroínas de Shaft" en 2016, tres años después de su aparición en Rebellion. Una encuesta para los lectores organizada por la NHK también concluyó que el personaje es una de las mejores heroínas, ganándose el 14% de los votos. En septiembre de 2017, fue catalogada de 19.º en la lista de "Las Heroínas más Magníficas", haciéndola una de las heroínas destacadas del anime en la era Heisei japonesa. La representación de Homura por Chiwa Saitō ganó el Newtype Anime Award como mejor actriz secundaria.

### Análisis
Este personaje ha sido objeto de análisis. Richard Eisenbeis afirmó que el deseo de Homura es completamente opuesto al deseo de Madoka, por lo cual lo llamó un deseo "egoísta" y escribió, "Es lo que siempre ha querido: Madoka en una perfecta, feliz y normal vida. Y rehace la realidad solo para dársela—ignorando descaradamente los deseos de Madoka. De esta forma se convierte en el demonio para la diosa Madoka". Dan Rhodes de UK Anime Network escribió "El camino al infierno está lleno de buenas intenciones. Si recuerdas esto mientras la ves [Rebellion], te podrás encontrarte sintiendo empatía por el Demonio".